# Saison 2010 de l'équipe cycliste Cofidis
La saison 2010 de l'équipe cycliste Cofidis est la quatorzième saison de l'équipe depuis sa création en 1997. Elle perd le statut d'équipe ProTour qu'elle avait depuis 2005 et devient une équipe continentale professionnelle. L'équipe Cofidis termine la saison à la vingtième place du classement mondial, c'est la cinquième équipe continentale professionnelle de ce classement, derrière BMC Racing (10e), Cervélo Test (12e), Androni Giocattoli-Serramenti PVC Diquigiovanni (17e) et BBox Bouygues Telecom (19e), et à la quatrième place de l'UCI Europe Tour et de l'UCI Africa Tour, et a gagné 22 courses du calendrier international de l'UCI. Elle a participé aux trois grands tours, et David Moncoutié a remporté pour la troisième fois le classement de la montagne du Tour d'Espagne. Le sprinter colombien Leonardo Duque a remporté le classement final de la Coupe de France.

## Préparation de la saison 2010

### Arrivées et départs
| Arrivées        | Équipe 2009                             |
| --------------- | --------------------------------------- |
| Rémi Cusin      | Agritubel                               |
| Julien Fouchard | Côtes d'Armor                           |
| Tony Gallopin   | Auber 93                                |
| Kevyn Ista      | Agritubel                               |
| Jens Keukeleire | WC Soenens-Yawadoo-Germond Ingelmunster |
| Kalle Kriit     | AVC Aix-en-Provence                     |
| Arnaud Labbe    | BBox Bouygues Telecom                   |
| Romain Zingle   | Verandas Willems                        |

| Départs               | Équipe 2010                          |
| --------------------- | ------------------------------------ |
| Alexandre Blain       | Endura Racing                        |
| Florent Brard         | Retraite                             |
| Hervé Duclos-Lassalle |                                      |
| Bingen Fernández      | Directeur sportif Garmin-Transitions |
| Maryan Hary           |                                      |
| Sébastien Portal      |                                      |
| Alexandre Usov        | ISD Continental                      |
| Romain Villa          | SCO Dijon                            |

## Coureurs et encadrement technique

### Effectif
| Cycliste           | Date de naissance | Nationalité | Équipe 2009                             |
| ------------------ | ----------------- | ----------- | --------------------------------------- |
| Stéphane Augé      | 6 décembre 1974   | France      | Cofidis                                 |
| Guillaume Blot     | 28 mars 1985      | France      | Cofidis                                 |
| Mickaël Buffaz     | 21 mai 1979       | France      | Cofidis                                 |
| Rémi Cusin         | 3 février 1986    | France      | Agritubel                               |
| Jean-Eudes Demaret | 25 juillet 1984   | France      | Cofidis                                 |
| Samuel Dumoulin    | 20 août 1980      | France      | Cofidis                                 |
| Leonardo Duque     | 10 avril 1980     | Colombie    | Cofidis                                 |
| Julien El Fares    | 1er juin 1985     | France      | Cofidis                                 |
| Julien Fouchard    | 20 août 1986      | France      | Côtes d'Armor                           |
| Tony Gallopin      | 24 mai 1988       | France      | Auber 93                                |
| Kevyn Ista         | 25 novembre 1984  | Belgique    | Agritubel                               |
| Christophe Kern    | 18 janvier 1981   | France      | Cofidis                                 |
| Jens Keukeleire    | 23 novembre 1988  | Belgique    | WC Soenens-Yawadoo-Germond Ingelmunster |
| Kalle Kriit        | 13 novembre 1983  | Estonie     | AVC Aix-en-Provence                     |
| Arnaud Labbe       | 3 novembre 1976   | France      | BBox Bouygues Telecom                   |
| Sébastien Minard   | 12 juin 1982      | France      | Cofidis                                 |
| Amaël Moinard      | 2 février 1982    | France      | Cofidis                                 |
| David Moncoutié    | 30 avril 1975     | France      | Cofidis                                 |
| Damien Monier      | 27 août 1982      | France      | Cofidis                                 |
| Rémi Pauriol       | 4 avril 1982      | France      | Cofidis                                 |
| Nico Sijmens       | 1er avril 1978    | Belgique    | Cofidis                                 |
| Rein Taaramäe      | 24 avril 1987     | Estonie     | Cofidis                                 |
| Tristan Valentin   | 23 février 1982   | France      | Cofidis                                 |
| Romain Zingle      | 29 novembre 1987  | Belgique    | Verandas Willems                        |
| Stagiaire          | Date de naissance | Nationalité | Équipe 2010                             |
| Yoann Bagot        | 6 septembre 1987  | France      | Vélo-Club La Pomme Marseille            |
| Nicolas Edet       | 2 décembre 1987   | France      | Véranda Rideau Sarthe 72                |
| Adrien Petit       | 26 septembre 1990 | France      | CC Nogent-sur-Oise                      |

## Bilan de la saison

### Victoires
| Date       | Course                                                    | Pays       | Classe | Vainqueur        |
| ---------- | --------------------------------------------------------- | ---------- | ------ | ---------------- |
| 19/01/2010 | 1re étape de la Tropicale Amissa Bongo                    | Gabon      | 2.1    | Samuel Dumoulin  |
| 05/02/2010 | 3e étape de l'Étoile de Bessèges                          | France     | 2.1    | Samuel Dumoulin  |
| 07/02/2010 | Classement général de l'Étoile de Bessèges                | France     | 2.1    | Samuel Dumoulin  |
| 13/02/2010 | 4e étape du Tour méditerranéen                            | France     | 2.1    | Julien El Fares  |
| 27/02/2010 | Gran Premio dell'Insubria                                 | Suisse     | 1.1    | Samuel Dumoulin  |
| 03/03/2010 | Le Samyn                                                  | Belgique   | 1.1    | Jens Keukeleire  |
| 05/03/2010 | 1re étape des Trois Jours de Flandre-Occidentale          | Belgique   | 2.1    | Jens Keukeleire  |
| 07/03/2010 | Classement général des Trois Jours de Flandre-Occidentale | Belgique   | 2.1    | Jens Keukeleire  |
| 14/03/2010 | 7e étape de Paris-Nice                                    | France     | HIS    | Amaël Moinard    |
| 17/03/2010 | Nokere Koerse                                             | Belgique   | 1.1    | Jens Keukeleire  |
| 21/03/2010 | Cholet-Pays de Loire                                      | France     | 1.1    | Leonardo Duque   |
| 27/03/2010 | 6e étape du Tour de Catalogne                             | Espagne    | PT     | Samuel Dumoulin  |
| 08/04/2010 | 3e étape du Circuit de la Sarthe                          | France     | 2.1    | Samuel Dumoulin  |
| 13/04/2010 | Paris-Camembert                                           | France     | 1.1    | Sébastien Minard |
| 26/05/2010 | 17e étape du Tour d'Italie                                | Italie     | HIS    | Damien Monier    |
| 05/06/2010 | 3e étape du Tour de Luxembourg                            | Luxembourg | 2.HC   | Tony Gallopin    |
| 19/06/2010 | 2eb étape de la Route du Sud                              | France     | 2.1    | David Moncoutié  |
| 20/06/2010 | Classement général de la Route du Sud                     | France     | 2.1    | David Moncoutié  |
| 27/06/2010 | Championnat d'Estonie sur route                           | Estonie    | CN     | Kalle Kriit      |
| 04/08/2010 | 1re étape de Paris-Corrèze                                | France     | 2.1    | Mickaël Buffaz   |
| 05/08/2010 | Classement général de Paris-Corrèze                       | France     | 2.1    | Mickaël Buffaz   |
| 04/09/2010 | 8e étape du Tour d'Espagne                                | Espagne    | HIS    | David Moncoutié  |

### Résultats sur les courses majeures
Les tableaux suivants représentent les résultats de l'équipe dans les principales courses du calendrier international dans lesquelles l'équipe bénéficie d'une invitation (trois des cinq classiques majeures et les trois grands tours). Pour chaque épreuve est indiqué le meilleur coureur de l'équipe, son classement ainsi que les accessits glanés par Cofidis sur les courses de trois semaines.

#### Classiques
| Classique            | Milan-San Remo | Tour des Flandres | Paris-Roubaix          | Liège-Bastogne-Liège  | Tour de Lombardie     |
| -------------------- | -------------- | ----------------- | ---------------------- | --------------------- | --------------------- |
| Coureur (classement) | Non invitée    | Non invitée       | Sébastien Minard (46e) | David Moncoutié (37e) | Samuel Dumoulin (29e) |

#### Grands tours
| Grand tour           | Tour d'Italie                      | Tour de France        | Tour d'Espagne                                                    |
| -------------------- | ---------------------------------- | --------------------- | ----------------------------------------------------------------- |
| Coureur (classement) | Leonardo Duque (63e)               | Julien El Fares (27e) | David Moncoutié (12e)                                             |
| Accessits            | 1 victoire d'étape (Damien Monier) | -                     | 1 victoire d'étape et Grand Prix de la montagne (David Moncoutié) |

### Classements UCI

#### Calendrier mondial UCI
L'équipe Cofidis termine à la vingtième place du Calendrier mondial avec 227 points. Ce total est obtenu par l'addition des points des cinq meilleurs coureurs de l'équipe au classement individuel que sont Rein Taaramäe, 45e avec 111 points, Leonardo Duque, 86e avec 54 points, David Moncoutié, 103e avec 38 points, Damien Monier, 142e avec 16 points, et Samuel Dumoulin, 175e avec 8 points,. Les points de l'équipe ont été acquis lors des 13 épreuves auxquelles Cofidis a pris part, sur les 26 que comprend le Calendrier mondial.
| Rang | Coureur         | Points |
| ---- | --------------- | ------ |
| 45   | Rein Taaramäe   | 111    |
| 86   | Leonardo Duque  | 54     |
| 103  | David Moncoutié | 38     |
| 142  | Damien Monier   | 16     |
| 175  | Samuel Dumoulin | 8      |
| 179  | Romain Zingle   | 8      |
| 181  | Nico Sijmens    | 8      |
| 182  | Julien Fouchard | 8      |
| 193  | Amaël Moinard   | 6      |

#### UCI Africa Tour
L'équipe Cofidis termine à la quatrième place de l'Africa Tour avec 112 points. Ce total est obtenu par l'addition des points des huit meilleurs coureurs de l'équipe au classement individuel, cependant seuls cinq coureurs sont classés,.
| Rang | Coureur         | Points |
| ---- | --------------- | ------ |
| 24   | Samuel Dumoulin | 53     |
| 59   | Amaël Moinard   | 23     |
| 64   | Guillaume Blot  | 20     |
| 95   | David Moncoutié | 11     |
| 140  | Mickaël Buffaz  | 5      |

#### UCI Europe Tour
L'équipe Cofidis termine à la quatrième place de l'Europe Tour avec 1 481 points. Ce total est obtenu par l'addition des points des huit meilleurs coureurs de l'équipe au classement individuel,.
| Rang  | Coureur          | Points |
| ----- | ---------------- | ------ |
| 7     | Jens Keukeleire  | 378    |
| 20    | Samuel Dumoulin  | 268    |
| 35    | Leonardo Duque   | 218    |
| 42    | David Moncoutié  | 211    |
| 95    | Mickaël Buffaz   | 137    |
| 115   | Sébastien Minard | 116    |
| 172   | Kevyn Ista       | 83     |
| 219   | Tony Gallopin    | 69     |
| 234   | Julien El Fares  | 64     |
| 297   | Kalle Kriit      | 52     |
| 362   | Stéphane Augé    | 42     |
| 369   | Rein Taaramäe    | 41     |
| 396   | Rémi Pauriol     | 39     |
| 614   | Christophe Kern  | 17     |
| 836   | Julien Fouchard  | 10     |
| 905   | Damien Monier    | 8      |
| 1 058 | Guillaume Blot   | 5      |
| 1 062 | Rémi Cusin       | 5      |
| 1 119 | Amaël Moinard    | 3      |
| 1 179 | Nico Sijmens     | 3      |